# Titan d'Acadie-Bathurst
Le Titan d'Acadie-Bathurst est une franchise de hockey sur glace junior qui évolue dans une des ligues de la Ligue canadienne de hockey, la Ligue de hockey junior Maritimes Québec.
La franchise se situe à Bathurst au Nouveau-Brunswick mais était auparavant située à Laval au Québec sous l'appellation Titan Collège français de Laval.

## Histoire
Au terme de la saison 1997-1998, le propriétaire du Titan Collège français de Laval, Léo-Guy Morrissette, a annoncé qu’il quittait le Colisée de Laval, la patinoire de Laval étant trop vétuste, où l’équipe évoluait depuis 27 saisons, pour aménager au Centre régional K.C. Irving de Bathurst, l’actuelle demeure de l’équipe et devient alors le Titan d'Acadie-Bathurst.

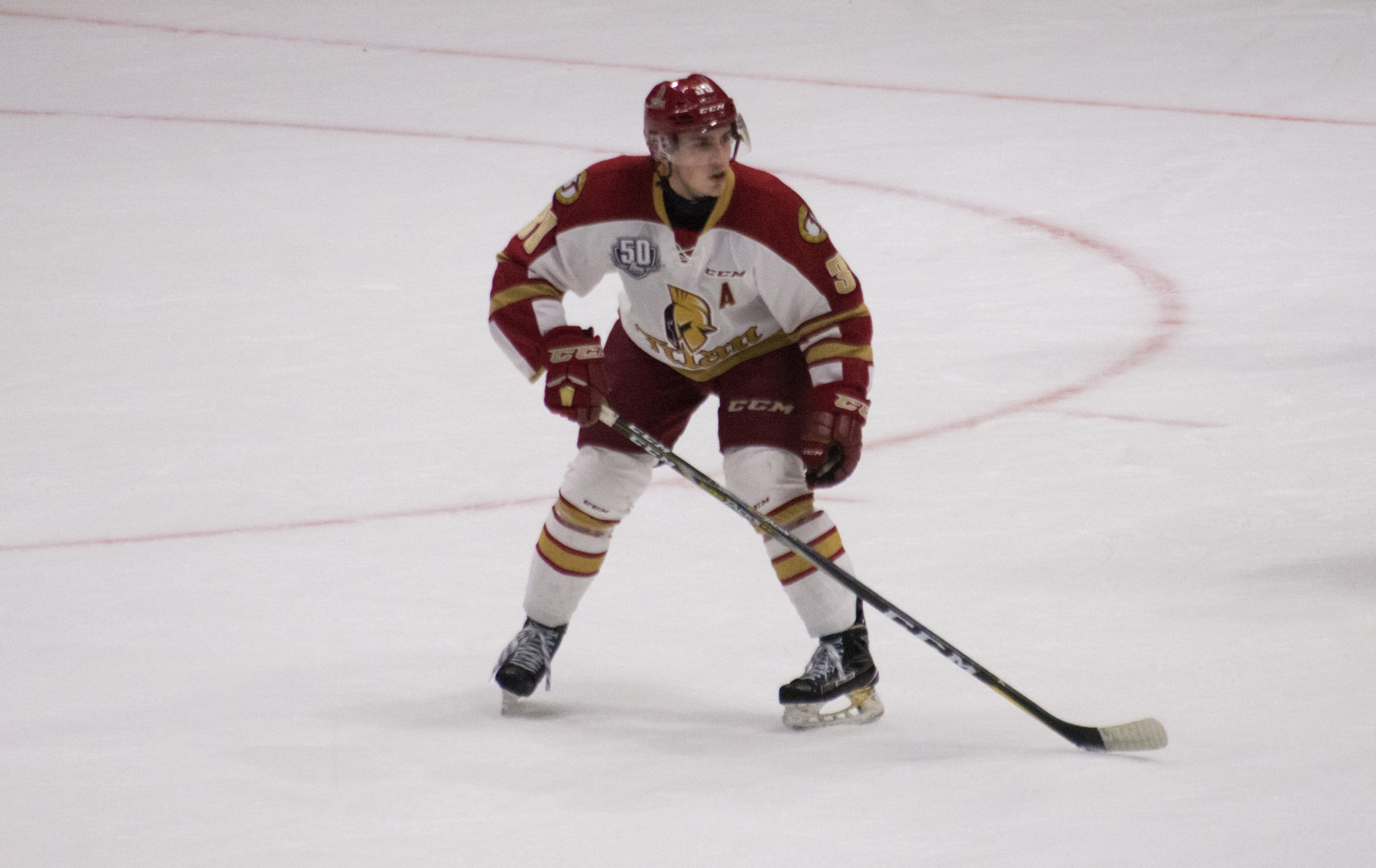
Un joueur du Titan lors d'un match face aux Remparts de Québec, le 19 octobre 2018 au Centre Vidéotron

Lors de la saison 1998-1999, la première saison à Bathurst, le Titan remporte la Coupe du président.
Lors du repêchage de 1999 de la LHJMQ le Titan repêche Charline Labonté la première femme à être repêchée par une équipe de la LHJMQ, évoluant au poste de gardien de but. Lors de la saison 1999-2000 le Titan la fait jouer ce qui fait d’elle la seconde femme, après Manon Rhéaume, à jouer dans un match de hockey de la LHJMQ. Elle passe deux saisons avec l’équipe pour un total de 28 parties.
Le 14 novembre 1999 dans une victoire du Titan 12-3 contre les Saguenéens de Chicoutimi, Mathieu Benoît marque 8 buts et récolte 2 passes. Il possède le record de la LHJMQ pour le plus grand nombre de buts en un match, à égalité avec deux autres joueurs. Aussi lors de ce match le défenseur François Beauchemin obtient 8 passes, ce qui égale le record de la LHJMQ pour le plus de passes dans un match par un défenseur.
Lors de la saison 2002-2003, Adam Russo obtient 7 blanchissages ce qui égale le record de la LHJMQ pour le plus de blanchissage en une saison. Il maintient aussi une moyenne de buts alloués de 2,41 ce qui lui vaut le trophée Jacques-Plante, qui récompense le gardien ayant maintenu la meilleure moyenne de but alloués. Il est nommé le gardien de la saison de la LCH, remis au meilleur gardien de la saison de la Ligue canadienne de hockey. Il est choisi sur la 1re équipe d’étoiles de la LHJMQ et sur la 1re équipe d’étoiles de la LCH. Lors des séries éliminatoires de 2003, il obtient 3 blanchissages il totalise alors 9 blanchissages en carrière en séries éliminatoires, il détient alors le record de la LHJMQ qui est encore inégalé.
L'équipe et plus spécifiquement les joueurs du Titan sont surnommés les guerriers du Nord.

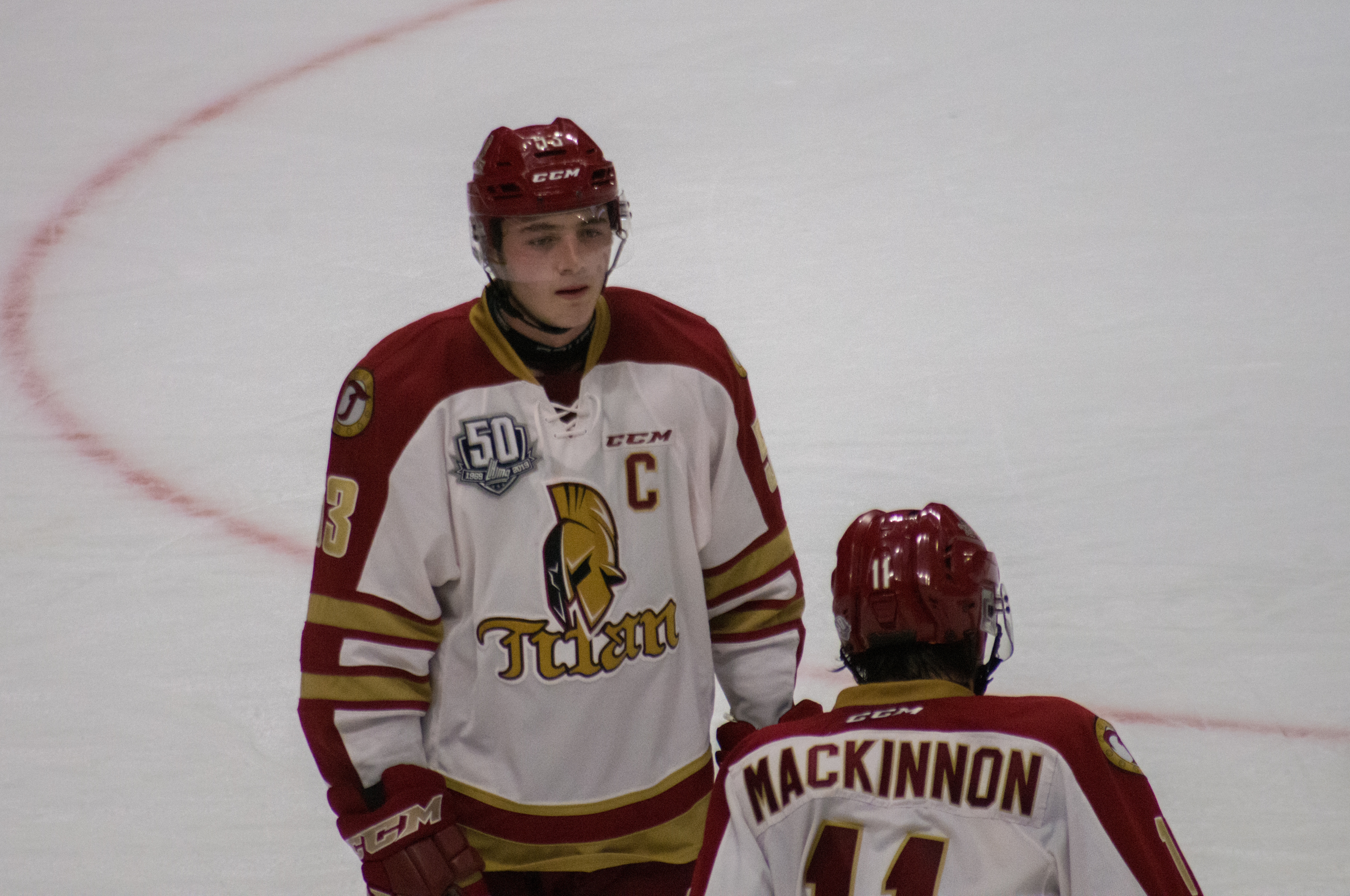
Noah Dobson alors capitaine du Titan, lors d'un match face aux Remparts de Québec, le 19 octobre 2018 au Centre Vidéotron

En avril 2013, un groupe d'investisseurs du Nouveau-Brunswick, dont fait partie Sean Couturier, joueur des Flyers de Philadelphie de la Ligue nationale de hockey, fait l'acquisition du Titan, autrefois propriété de Léo-Guy Morrissette.
Le 14 janvier 2024, les propriétaires du Titan annoncent qu'ils recherchent un acquéreur ou un actionnaire majoritaire. Bien qu'ayant tenté de faire en sorte que le Titan reste à Bathurst, il est annoncé le 20 décembre 2024 que le club est vendu à un groupe d'acquéreurs composé de John Patten, John Steele, Jason Sharpe et Jeff Sharpe et qu'il déménagera à Saint-Jean de Terre-Neuve, dans la province de Terre-Neuve-et-Labrador, pour la saison 2025-2026. Le 23 janvier 2025, le nouveau nom de l'équipe, le Régiment de Terre-Neuve, et ses couleurs sont dévoilés.

## Statistiques
| Saison    | PJ                | V                 | D                 | N                 | DP                | DTB               | BP                | BC                | Pts               | Classement                        | Séries éliminatoires              |
| --------- | ----------------- | ----------------- | ----------------- | ----------------- | ----------------- | ----------------- | ----------------- | ----------------- | ----------------- | --------------------------------- | --------------------------------- |
| 1998-1999 | 70                | 42                | 25                | 3                 | -                 | -                 | 315               | 255               | 87                | 3e de la division Dilio           | Champion de la Coupe du président |
| 1999-2000 | 72                | 20                | 40                | 8                 | 4                 | -                 | 227               | 311               | 52                | 4e de la division Maritimes       | Défaite au 1er tour               |
| 2000-2001 | 72                | 29                | 38                | 4                 | 1                 | -                 | 239               | 281               | 63                | 3e de la division Maritimes       | Finaliste                         |
| 2001-2002 | 72                | 45                | 18                | 4                 | 5                 | -                 | 257               | 225               | 99                | 1er de la division Maritimes      | Finaliste                         |
| 2002-2003 | 72                | 44                | 21                | 4                 | 3                 | -                 | 276               | 189               | 95                | 2e de la division Atlantique      | Défaite au 2e tour                |
| 2003-2004 | 70                | 18                | 49                | 3                 | 0                 | -                 | 184               | 314               | 39                | 5e de la division Atlantique      | Non qualifié                      |
| 2004-2005 | 70                | 18                | 42                | 7                 | 3                 | -                 | 163               | 244               | 46                | 5e de la division Atlantique      | Non qualifié                      |
| 2005-2006 | 70                | 43                | 19                | -                 | 3                 | 5                 | 291               | 223               | 94                | 2e de la division Est             | Défaite au 3e tour                |
| 2006-2007 | 70                | 35                | 28                | -                 | 2                 | 5                 | 291               | 269               | 77                | 5e de la division Est             | Défaite au 2e tour                |
| 2007-2008 | 70                | 41                | 25                | -                 | 2                 | 2                 | 289               | 241               | 86                | 3e de la division Est             | Défaite au 2e tour                |
| 2008-2009 | 68                | 20                | 35                | -                 | 7                 | 6                 | 187               | 256               | 53                | 5e de la division Atlantique      | Défaite au 1er tour               |
| 2009-2010 | 68                | 25                | 37                | -                 | 3                 | 3                 | 208               | 286               | 56                | 5e de la division Atlantique      | Défaite au 1er tour               |
| 2010-2011 | 68                | 44                | 21                | -                 | 2                 | 1                 | 261               | 197               | 91                | 2e de la division Maritimes       | Défaite au 1er tour               |
| 2011-2012 | 68                | 32                | 31                | -                 | 2                 | 3                 | 250               | 264               | 69                | 3e de la division Maritimes       | Défaite au 1er tour               |
| 2012-2013 | 68                | 26                | 35                | -                 | 5                 | 2                 | 232               | 278               | 59                | 4e de la division Telus Maritimes | Défaite au 1er tour               |
| 2013-2014 | 68                | 22                | 40                | -                 | 4                 | 2                 | 144               | 249               | 50                | 4e de la division Telus Maritimes | Défaite au 1er tour               |
| 2014-2015 | 68                | 17                | 43                | -                 | 6                 | 2                 | 158               | 271               | 42                | 6e de la division Telus Maritimes | Non qualifié                      |
| 2015-2016 | 68                | 27                | 35                | -                 | 3                 | 3                 | 224               | 254               | 60                | 5e de la division Maritimes       | Défaite au 1er tour               |
| 2016-2017 | 68                | 39                | 23                | -                 | 4                 | 2                 | 284               | 242               | 84                | 3e de la division Maritimes       | Défaite au 2e tour                |
| 2017-2018 | 68                | 43                | 15                | -                 | 8                 | 2                 | 270               | 183               | 96                | 1er de la division Maritimes      | Champion de la Coupe du président |
| 2018-2019 | 68                | 8                 | 54                | -                 | 5                 | 1                 | 141               | 336               | 22                | 6e de la division Maritimes       | Non qualifié                      |
| 2019-2020 | 64                | 12                | 40                | -                 | 8                 | 4                 | 171               | 279               | 36                | 6e de la division Maritimes       | Séries annulées (Covid-19)        |
| 2020-2021 | 33                | 21                | 10                | -                 | 1                 | 1                 | 146               | 121               | 44                | 2e de la division Maritimes       | Défaite au 2e tour                |
| 2021-2022 | 68                | 40                | 22                | -                 | 3                 | 3                 | 280               | 211               | 86                | 3e de la division Maritimes       | Défaite au 2e tour                |
| 2022-2023 | 68                | 20                | 40                | -                 | 5                 | 1                 | 203               | 278               | 48                | 6e de la division Maritimes       | Non qualifié                      |
| 2023-2024 | 68                | 30                | 31                | -                 | 3                 | 4                 | 227               | 243               | 67                | 4e de la division Maritimes       | Défaite au 2e tour                |
| 2024-2025 | Saison en cours ? | Saison en cours ? | Saison en cours ? | Saison en cours ? | Saison en cours ? | Saison en cours ? | Saison en cours ? | Saison en cours ? | Saison en cours ? | Saison en cours ?                 | Saison en cours ?                 |

## Personnalités

### Joueurs

#### Capitaines
Liste des capitaines du Titan d'Acadie-Bathurst :
- Martin Fillion : 1998-1999
- François Beauchemin : 1999-2000 (début de saison)
- David Comeau : 1999-2000 (fin de saison)
- Simon Laliberté : 2000-2001
- Tyler Reid : 2001 à 2002-2003 (début de saison)
- Bruno Gervais : 2002-2003 (fin de saison) à 2003-2004 (début de saison)
- Sébastien Morissette : 2003-2004 (fin de saison)
- Nicolas Laplante : 2004-2005 (début de saison)
- Ryan Seymour : 2004-2005 (fin de saison) à 2005-2006
- Jordan Clendenning : 2006-2007 à 2007-2008 (début de saison)
- Mathieu Perreault : 2007-2008 (fin de saison)
- Spencer Jezegou : 2008-2009
- Maxime Renaud : 2009-2010 (début de saison)
- Éric Faille : 2009-2010 (fin de saison)
- Jérémie Malouin : 2009-2010 (fin de saison) à 2010-2011
- Jérémie Blain : 2011-2012 (début de saison)
- Christophe Tremblay-Losier : 2011-2012
- Brandon Hynes : 2012-2013[14] (début de saison)
- Raphaël Lafontaine : 2012-2013 à 2013-2014[15] (fin de saison)
- Guillaume Brisebois : 2014-2015 à 2015-2016
- Jeffrey Truchon-Viel : 2016-2017 à 2017-2018
- Noah Dobson : 2018-2019[16] (début de saison)
- Cole Rafuse : 2018-2019[17] (fin de saison)
- Shawn Element : 2019-2020[18] (début de saison)
- Yan Aucoin : 2019-2020[19] (fin de saison)
- Mathieu Desgagnes : 2020-2021
- Logan Chisholm : 2021-2022
- Cole Larkin : 2022-2023
- Ty Higgins : 2023-2024 (début de saison)
- Milo Roelens : 2023-2024 (fin de saison)
- Colby Huggan : 2024-2025

#### Numéros retirés
Les joueurs suivants ont leur numéro « retiré », y compris les numéros des joueurs de Laval qui ont été maintenus retirés même après le déménagement de la franchise à Bathurst :
| Numéro | Nom                | Position     | Année       | Équipe                  | Date du retrait   | Notes                                              |
| ------ | ------------------ | ------------ | ----------- | ----------------------- | ----------------- | -------------------------------------------------- |
| 1      | Roberto Luongo     | Gardien      | 1999        | Titan d'Acadie-Bathurst | 19 août 2012,     |                                                    |
| 4      | Guy Lafleur        | Ailier droit | 1969-1971   | Remparts de Québec      | 28 octobre 2021   | Numéro retiré pour toutes les équipes par la LHJMQ |
| 10     | Claude Lapointe    | Centre       | 1987 à 1989 | Titan de Laval          | 2001              | Porté par Jules-Edy Laraque en 1999–2000           |
| 17     | Mike Bossy         | Ailier       | 1972 à 1977 | National de Laval       | 1977              |                                                    |
| 19     | Neil Carnes        | Centre       | 1989        | Titan de Laval          |                   | Porté par Ramzi Abid en 1999–2000                  |
| 21     | Vincent Damphousse | Ailier       | 1983 à 1986 | Titan de Laval          | 1986              |                                                    |
| 22     | Martin Lapointe    | Ailier       | 1989 à 1993 | Titan de Laval          | 2001              |                                                    |
| 28     | Thomas Beauregard  | Ailier       | 2002 à 2007 | Titan d'Acadie-Bathurst | 19 novembre 2023  |                                                    |
| 30     | Gino Odjick        | Ailier       | 1988 à 1990 | Titan de Laval          | 2001              | Porté par Phil Ozga en 1999–2000                   |
| 37     | Patrice Bergeron   | Centre       | 2001 à 2003 | Titan d'Acadie-Bathurst | 25 septembre 2011 |                                                    |
| 66     | Mario Lemieux      | Centre       | 1981 à 1984 | Voisins de Laval        | 1984              |                                                    |
| 87     | Sidney Crosby      | Centre       | 2003 à 2005 | Océanic de Rimouski     | 25 septembre 2011 | Numéro retiré pour toutes les équipes par la LHJMQ |

#### Bannières commémoratives
Ces bannières ont été montés au plafond du Centre régional K.C. Irving de Bathurst pour souligné des personnalités marquantes de l'histoire du Titan sans qu'un numéro associé à la personnalité soit retiré.
| Années    | Nom            | Date de dévoilement | Notes |
| --------- | -------------- | ------------------- | --- |
| 1997-2013 | Jordan Boyd    | 13 septembre 2013   | Bannière dévoilée au plafond du Centre régional K.C. Irving après le décès, le 12 août 2013, du jeune espoir du Titan, Jordan Boyd lors du camp des recrues du Titan en 2013.                                                                |
| 1950-2024 | Gilles Degrâce | 21 septembre 2024   | Bannière dévoilée à la galerie de presse du Centre régional K.C. Irving après le décès de Gilles Degrâce, le descripteur officiel des matchs du Titan à la radio de CKLE-FM, de l'arrivée de l'équipe à Bathurst jusqu'à son décès en 2024,. |

### Encadrement

#### Entraîneurs
Les entraîneurs-chefs suivants se sont succédé à la tête du Titan d'Acadie-Bathurst :
- 1998 : Dino Masanotti
- 1999-2000 : Roger Dejoie
- 2000 à 2004 : Réal Paiement
- 2004 : Sylvain Couturier
- 2004 à 2006 : Mario Durocher
- 2006-2007 : John Chabot
- 2007-2008 : Denis Francoeur
- 2008 à 2010 : Ron Choules
- 2010-2011 : Réal Paiement
- 2011-2012 : Éric Dubois[28],[29]
- 2012 à 2014 : Danny Dupont[30],[31]
- 2014 : Ron Choules[32]
- 2014 à 2018 : Mario Pouliot[33],[34]
- 2018-2019 : Bryan Lizotte[35]
- 2019-2022 : Mario Durocher[36]
- Depuis 2022 : Gordie Dwyer[37]

#### Encadrement
- Président : Serge Thériault[38]
- Directeur-général et entraîneur-chef : Gordie Dwyer[37]

## Identité

### Logos

Logo du Titan de 1998 à 2014.
Logo du Titan depuis 2014.

### Aréna
Depuis son déménagement vers Bathurst, le Titan évolue à domicile dans le Centre régional K.C. Irving, complexe sportif situé dans la ville de Bathurst. Le centre a ouvert en septembre 1996 et construit au coût de 21 millions de dollars. L'aréna a une capacité de 3 162 sièges pour le hockey sur glace.

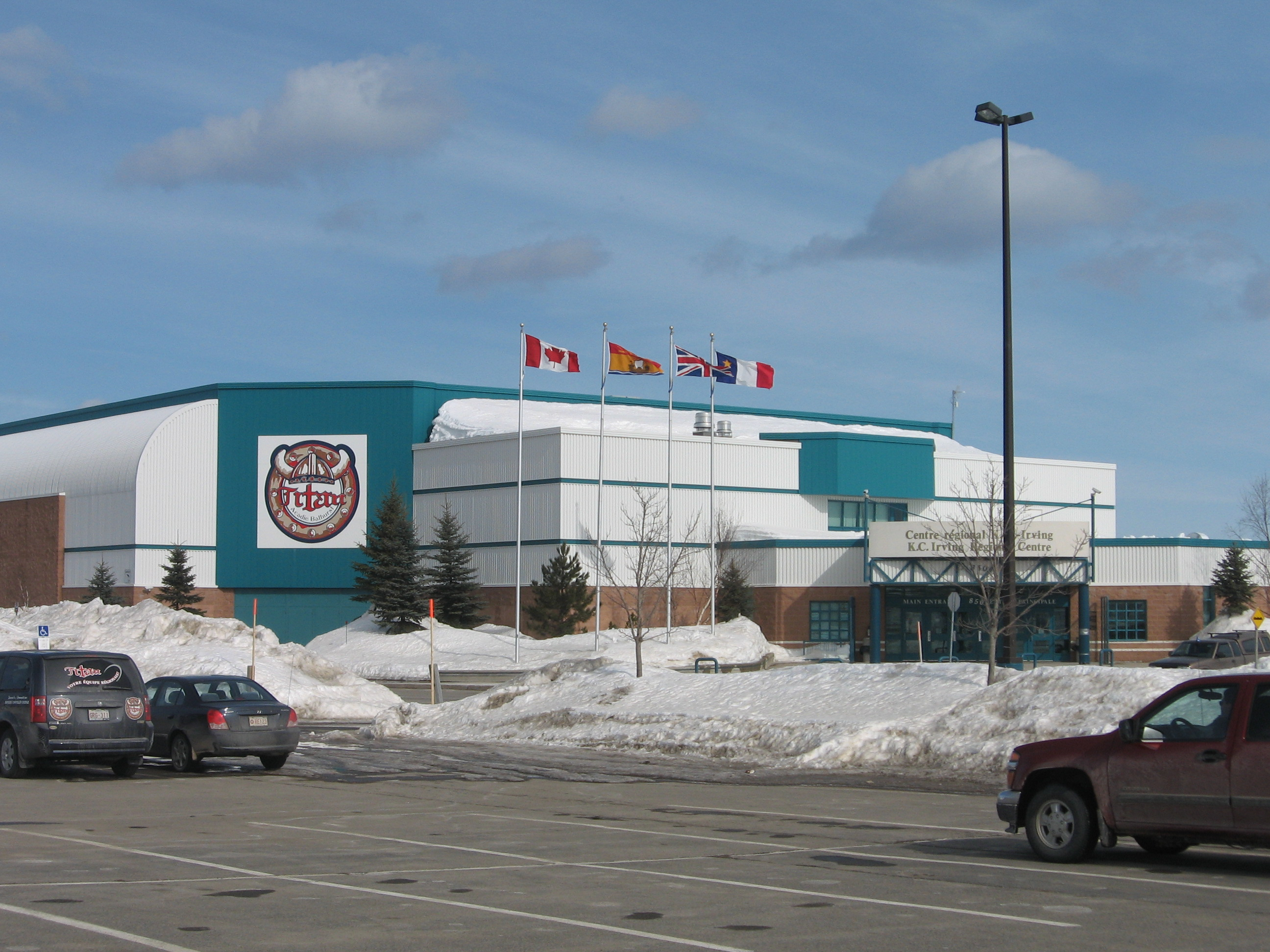
Centre régional K.C. Irving
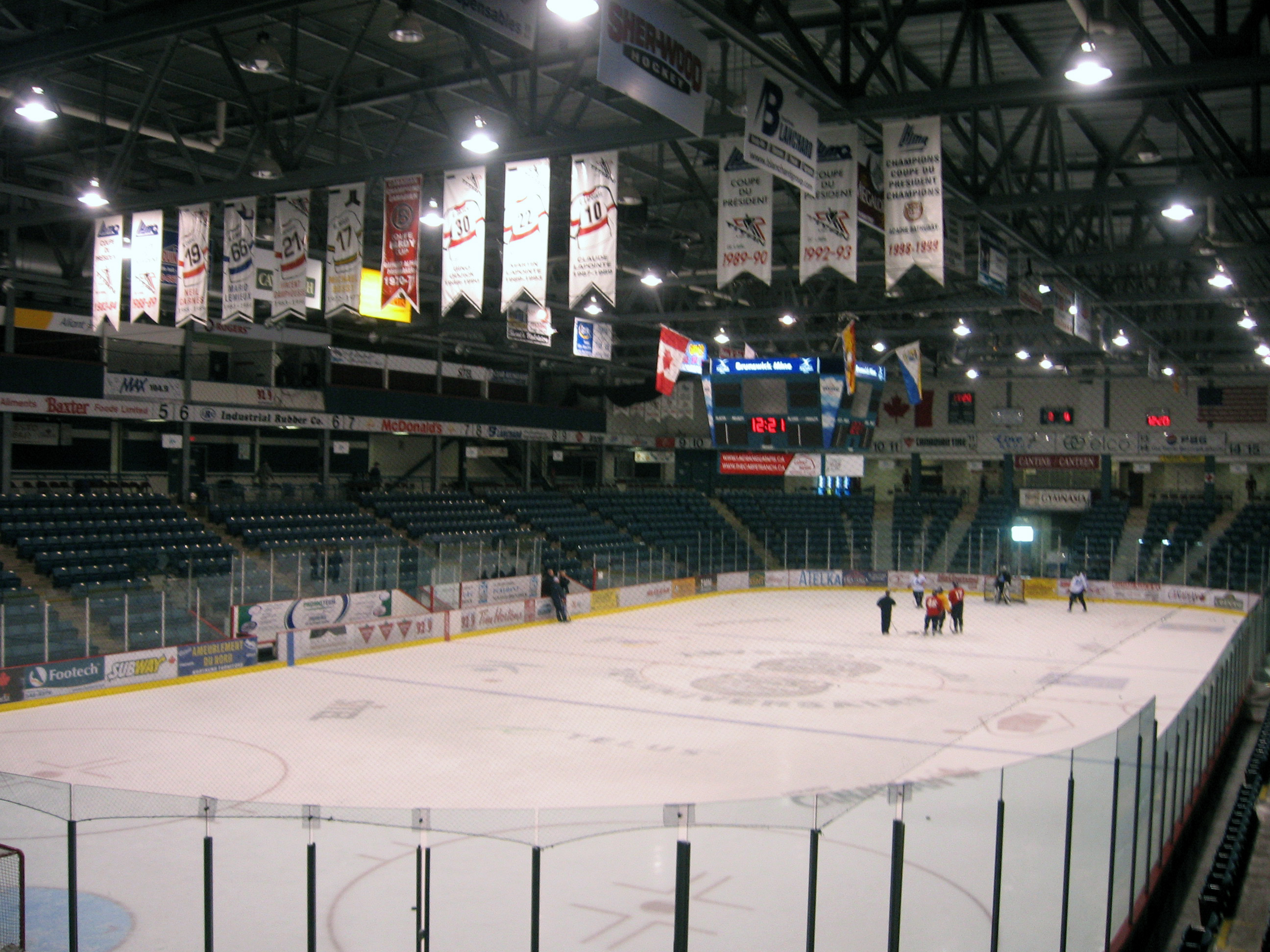
Intérieur du Centre régional K.C. Irving

### Mascotte
Jusqu’à la fin de la saison 2013-2014 la mascotte du Titan d'Acadie-Bathurst était Bang-Bang et elle portait le numéro 00, mais elle a été remplacée le 16 mai 2014 par une nouvelle mascotte qui représente un gladiateur, dont le nom est Maximus.

### Diffuseur officiel à la radio
Le diffuseur officiel du Titan est la station de radio CKLE-FM. Tous les matchs à l'extérieur du Titan sont diffusés sur les ondes de CKLE-FM. De la première saison du Titan à Bathurst en 1998-1999, jusqu'à son décès le 29 avril 2024, ce fut Gilles DeGrâce, qui assumait la description des matchs du Titan sur les ondes de CKLE-FM. Après son décès son fils Alain DeGrâce prit la relève à partir de la saison 2024-2025.

## Récompenses
Cette section présente l'ensemble des trophées remportés par les joueurs et dirigeants du Titan depuis la première saison de l'équipe. Les trophées couvrent la Ligue de hockey junior Maritimes Québec et la Ligue canadienne de hockey.

### Ligue de hockey junior Maritimes Québec

#### Trophées de saison LHJMQ
Coupe du président
La Coupe du Président récompense chaque année l'équipe championne des séries éliminatoires de la LHJMQ.
- 1998-1999
- 2017-2018

Trophée Jean-Rougeau
Le trophée Jean-Rougeau est remis à la franchise qui récolte le plus de points au cours de la saison régulière.
- 2001-2002 - 99 points

Trophée Robert-Lebel
Le trophée Robert-Lebel récompense la franchise avec la plus basse moyenne de buts encaissés.
- 2002-2003 - 2,60

Trophée Michel-Brière
Le trophée Michel-Brière est remis au Most Valuable Player de la saison.
- 2006-2007 - Mathieu Perreault

Trophée Guy-Lafleur
Le Trophée Guy-Lafleur récompense chaque année, le joueur le plus utile des séries éliminatoires.
- 1998-1999 - Mathieu Benoît
- 2017-2018 - Jeffrey Truchon-Viel

Trophée Émile-Bouchard
Le trophée Émile-Bouchard est remis au meilleur défenseur de la saison.
- 2017-2018 - Olivier Galipeau

Trophée Jean-Béliveau
Le trophée Jean-Béliveau est remis au meilleur pointeur de la saison.
- 2007-2008 - Mathieu Perreault (114)

Trophée Jacques-Plante
Le trophée Jaques Plante récompense le gardien de but qui a maintenu la meilleure moyenne de buts encaissés au terme de la saison.
- 2002-2003 - Adam Russo (2,41)

Trophée Frank-J.-Selke
Le trophée Frank J.Selke est remis annuellement au joueur considéré comme ayant le meilleur esprit sportif tout en conservant des performances remarquables.
- 2011-2012 - Zach O'Brien
- 2012-2013 - Zach O'Brien

Trophée Marcel-Robert
Le trophée Marcel-Robert est remis au joueur qui combine les meilleurs résultats sportifs et scolaires.
- 2003-2004 - Nicolas Laplante

Trophée Ron-Lapointe
Le trophée Ron-Lapointe est remis au meilleur entraîneur de la saison.
- 2001-2002 - Réal Paiement

### Ligue canadienne de hockey
Les trophées de la LCH peuvent être soit des trophées remis récompensant la saison de la personne, celle-ci étant donc jugée par rapport aux meilleurs joueurs des autres ligues junior de la LCH, soit des trophées remis à l'issue de la Coupe Memorial.

#### Trophées de saison LCH
Gardien de la saison
Ce trophée récompense le meilleur gardien de la saison de la LCH.
- 2002-2003 - Adam Russo

#### Trophées de la Coupe Memorial
Coupe Memorial
La Coupe Memorial est remise à la meilleure équipe de hockey junior de la Ligue canadienne de hockey (LCH).
- 2018

Trophée George Parsons
Le trophée George Parsons est remis au joueur de la Coupe Memorial de la Ligue canadienne de hockey avec le meilleur état d'esprit sportif.
- 2018 - Adam Holwell